# Isole dell'Australia Occidentale (M-Q)
Questa è una lista di isole dell'Australia Occidentale.

## M
| Nome                    | Coordinate             | Note                               |
| ----------------------- | ---------------------- | ---------------------------------- |
| Mably Island            | 14°57′03″S 124°52′57″E |                                    |
| Mac Mahon Island        | 16°30′02″S 123°21′42″E |                                    |
| Mackenzie Island        | 34°11′53″S 122°06′13″E |                                    |
| Macleay Island          | 15°56′41″S 123°41′28″E |                                    |
| Macleay Islands         | 15°53′17″S 123°39′19″E |                                    |
| Malcolm Island          | 14°31′19″S 125°54′13″E |                                    |
| Malup Island            | 31°44′12″S 115°46′55″E |                                    |
| Malus Islands           | 20°31′08″S 116°40′24″E |                                    |
| Man On Rock Islet       | 20°23′59″S 115°31′51″E |                                    |
| Mangrove Group          | 28°52′16″S 113°58′21″E |                                    |
| Mangrove Islands        | 21°30′05″S 115°21′15″E |                                    |
| Mangrove Point          | 15°47′58″S 124°38′51″E |                                    |
| Manicom Island          | 34°06′49″S 123°01′45″E |                                    |
| Mardie Island           | 20°57′52″S 115°58′55″E |                                    |
| Maret Island            | 14°24′35″S 124°58′31″E |                                    |
| Maret Islands           | 14°24′35″S 124°58′31″E |                                    |
| Margaret Island         | 16°22′30″S 123°23′34″E |                                    |
| Marigold Island         | 20°27′33″S 115°33′14″E |                                    |
| Marinula Island         | 28°28′31″S 113°41′57″E |                                    |
| Marndungum Island       | 15°55′42″S 124°19′26″E |                                    |
| Mart Islands            | 34°00′11″S 122°37′53″E |                                    |
| Mary Anne Group         | 21°17′47″S 115°29′56″E |                                    |
| Mary Anne Island        | 21°15′48″S 115°27′41″E |                                    |
| Mary Anne Island        | 26°29′06″S 113°40′59″E |                                    |
| Mary Durack Island      | 16°19′41″S 128°41′09″E |                                    |
| Mary Island             | 13°59′49″S 126°22′47″E |                                    |
| Mary Island North       | 17°15′54″S 123°32′43″E |                                    |
| Mary Island South       | 17°18′37″S 123°32′43″E |                                    |
| Mary Islands            | 16°22′03″S 123°29′45″E |                                    |
| Mawby Island            | 20°31′15″S 116°41′34″E |                                    |
| Mcculloch Island        | 14°56′10″S 124°40′23″E |                                    |
| Mcintyre Island         | 15°59′16″S 123°32′13″E |                                    |
| Meade Island            | 26°00′05″S 113°11′57″E |                                    |
| Meeyip Island           | 32°34′48″S 115°45′49″E |                                    |
| Melomys Island          | 16°09′04″S 124°04′48″E |                                    |
| Mermaid Island          | 16°26′01″S 123°21′03″E |                                    |
| Miawaja Island          | 15°12′52″S 124°24′38″E |                                    |
| Michaelmas Island       | 35°02′39″S 118°02′09″E |                                    |
| Mictyis Island          | 15°12′39″S 124°47′53″E |                                    |
| Mid Lyons Island        | 25°02′08″S 115°08′23″E |                                    |
| Middle Island           | 16°26′55″S 123°05′02″E |                                    |
| Middle Island           | 20°54′31″S 115°19′36″E |                                    |
| Middle Island           | 34°06′04″S 123°11′20″E |                                    |
| Middle Island           | 28°54′31″S 113°54′36″E |                                    |
| Middle Island           | 16°51′29″S 122°08′13″E |                                    |
| Middle Mangrove Island  | 21°28′47″S 115°21′11″E |                                    |
| Middle Mary Anne Island | 21°17′36″S 115°34′14″E |                                    |
| Middle Osborn Island    | 14°19′36″S 126°00′20″E |                                    |
| Middle Passage Island   | 21°02′58″S 115°50′16″E |                                    |
| Midway Island           | 15°16′57″S 124°52′00″E |                                    |
| Migo Island             | 35°04′20″S 117°38′48″E |                                    |
| Miles Island            | 34°04′04″S 123°13′53″E |                                    |
| Milligan Island         | 30°02′16″S 114°57′18″E |                                    |
| Mistaken Island         | 20°39′19″S 116°39′42″E |                                    |
| Mistaken Island         | 35°03′49″S 117°56′34″E |                                    |
| Molema Island           | 16°15′37″S 123°54′10″E |                                    |
| Moliere Island          | 14°13′46″S 125°49′33″E |                                    |
| Molloy Island           | 34°16′09″S 115°12′26″E |                                    |
| Mondrain Island         | 34°08′14″S 122°14′43″E |                                    |
| Monge Island            | 14°12′30″S 125°36′30″E |                                    |
| Monsmont Island         | 16°17′50″S 128°42′00″E |                                    |
| Montebello Islands      | 20°26′10″S 115°31′41″E | Un arcipelago di 174 piccole isole |
| Montesquieu Islands     | 14°06′15″S 125°43′54″E |                                    |
| Montgomery Islands      | 15°57′38″S 124°12′18″E |                                    |
| Morley Island           | 28°44′47″S 113°48′45″E |                                    |
| Morrisey Island         | 16°31′46″S 123°24′33″E |                                    |
| Muddle Islands          | 16°23′12″S 123°26′29″E |                                    |
| Muir Island             | 16°03′39″S 124°02′08″E |                                    |
| Muiron Islands          | 21°40′08″S 114°20′32″E |                                    |
| Mulgudna Island         | 16°03′14″S 124°18′20″E |                                    |
| Murrangingi Island      | 14°21′31″S 125°34′38″E |                                    |
| Murrara Island          | 14°59′41″S 125°14′27″E |                                    |
| Murray Island           | 28°53′53″S 113°53′47″E |                                    |
| Museums Island          | 14°56′57″S 124°45′08″E |                                    |
| Mushroom Island         | 20°43′26″S 115°28′56″E |                                    |
| Myres Island            | 14°34′28″S 125°53′12″E |                                    |

## N
| Nome                      | Coordinate             | Note |
| ------------------------- | ---------------------- | ---- |
| Nalamdarim Island         | 16°14′56″S 128°42′44″E |      |
| Nares Island              | 33°56′01″S 122°35′35″E |      |
| New Island                | 34°01′09″S 122°08′28″E |      |
| New Year Island           | 33°51′26″S 124°07′32″E |      |
| Newbold Island            | 28°52′54″S 114°00′19″E |      |
| Newdegate Island          | 35°00′34″S 116°42′31″E |      |
| Newman Island             | 28°51′48″S 113°59′42″E |      |
| Ngalanguru Island         | 15°54′36″S 124°20′31″E |      |
| Nglayu Island             | 14°21′13″S 125°42′38″E |      |
| Nook Island               | 28°51′58″S 113°59′57″E |      |
| North East Regnard Island | 20°46′31″S 116°18′28″E |      |
| North East Twin Island    | 21°30′38″S 115°12′55″E |      |
| North Eclipse Island      | 13°52′43″S 126°18′26″E |      |
| North Guano Island        | 26°31′59″S 113°41′25″E |      |
| North Hummocks            | 16°13′34″S 128°45′13″E |      |
| North Island              | 28°18′09″S 113°35′41″E |      |
| North Island              | 21°27′22″S 115°22′07″E |      |
| North Kangaroo Island     | 26°17′57″S 113°30′11″E |      |
| North Keeling Island      | 11°48′52″S 96°49′28″E  |      |
| North Muiron Island       | 21°38′18″S 114°22′25″E |      |
| North Sandy Island        | 21°06′17″S 115°39′03″E |      |
| North Tail                | 30°16′20″S 114°58′08″E |      |
| North Turtle Island       | 19°53′25″S 118°53′44″E |      |
| North Twin Peak Island    | 33°59′27″S 122°50′18″E |      |
| North West Island         | 20°21′50″S 115°31′27″E |      |
| North West Twin Island    | 16°16′41″S 123°03′34″E |      |
| Numanbu Island            | 15°19′53″S 124°12′38″E |      |
| Numbered Islands          | 28°54′24″S 113°52′16″E |      |
| Nuyts Archipelago         | 32°23′00″S 113°37′00″E |      |

## O
| Nome                 | Coordinate             | Note |
| -------------------- | ---------------------- | ---- |
| Observation Island   | 21°44′26″S 114°32′26″E |      |
| Observatory Island   | 33°55′27″S 121°47′31″E |      |
| Okenia Island        | 15°13′54″S 124°29′01″E |      |
| Oliver Island        | 14°05′38″S 125°44′23″E |      |
| Onad Island          | 16°22′13″S 124°27′03″E |      |
| One Tree Island      | 15°20′31″S 124°44′48″E |      |
| Osborn Islands       | 14°16′22″S 126°02′02″E |      |
| Osprey Island        | 30°18′39″S 114°59′40″E |      |
| Otway Island         | 15°16′07″S 128°06′20″E |      |
| Owen Island          | 34°02′30″S 123°14′08″E |      |
| Oystercatcher Island | 28°27′48″S 113°42′47″E |      |

## P
| Nome               | Coordinate             | Note |
| ------------------ | ---------------------- | ---- |
| Pack Island        | 16°30′50″S 123°24′31″E |      |
| Packer Island      | 16°34′10″S 122°47′19″E |      |
| Packer Islands     | 16°17′33″S 123°28′40″E |      |
| Pansy Island       | 20°22′30″S 115°32′35″E |      |
| Panton Island      | 15°15′50″S 128°14′26″E |      |
| Parakeelya Island  | 20°37′56″S 115°31′11″E |      |
| Parakeet Island    | 31°59′18″S 115°30′45″E |      |
| Parrot Island      | 26°24′45″S 113°30′09″E |      |
| Parry Island       | 14°19′20″S 125°45′53″E |      |
| Pascal Island      | 14°04′08″S 125°38′59″E |      |
| Pasco Island       | 16°31′10″S 123°23′19″E |      |
| Pasco Island       | 34°03′54″S 122°06′10″E |      |
| Pasco Island       | 20°57′40″S 115°20′17″E |      |
| Pasley Island      | 34°00′44″S 123°31′49″E |      |
| Passage Island     | 21°06′23″S 115°47′04″E |      |
| Passage Islands    | 21°00′44″S 115°50′52″E |      |
| Patricia Island    | 14°15′34″S 125°18′27″E |      |
| Peak Island        | 21°36′07″S 114°30′27″E |      |
| Peak Island        | 34°13′00″S 115°01′06″E |      |
| Pearson Islands    | 34°12′18″S 122°20′48″E |      |
| Pecked Island      | 16°31′30″S 123°26′24″E |      |
| Pelican Island     | 14°46′10″S 128°46′26″E |      |
| Pelican Island     | 34°59′38″S 117°23′41″E |      |
| Pelican Island     | 28°27′36″S 113°40′34″E |      |
| Pelican Island     | 25°51′12″S 114°00′48″E |      |
| The Pelicans       | 16°10′05″S 128°42′56″E |      |
| Pell Creek Island  | 25°13′55″S 115°32′25″E |      |
| Pelsaert Group     | 28°54′18″S 113°54′43″E |      |
| Pelsaert Island    | 28°55′45″S 113°58′27″E |      |
| Pemberton Island   | 20°39′48″S 116°57′02″E |      |
| Penguin Island     | 32°18′23″S 115°41′20″E |      |
| Picard Island      | 20°40′56″S 117°15′47″E |      |
| The Piccaninnies   | 16°07′26″S 123°37′04″E |      |
| Pigeon Island      | 28°27′18″S 113°43′34″E |      |
| Plover Island      | 28°28′05″S 113°42′43″E |      |
| Pointer Island     | 33°43′21″S 124°05′46″E |      |
| Poolngin Island    | 16°23′36″S 123°08′58″E |      |
| Pope Island        | 16°29′35″S 123°21′51″E |      |
| Pope Island        | 16°10′44″S 123°20′21″E |      |
| Post Office Island | 28°51′53″S 113°58′28″E |      |
| Potter Island      | 20°56′21″S 116°09′01″E |      |
| Powerful Island    | 16°05′57″S 123°25′50″E |      |
| Preston Island     | 20°49′38″S 116°11′32″E |      |
| Primrose Island    | 20°22′19″S 115°30′52″E |      |
| Prince Island      | 15°13′18″S 128°12′16″E |      |
| Prince Island      | 20°43′41″S 115°28′30″E |      |
| Prison Island      | 12°06′12″S 96°53′11″E  |      |
| Prudhoe Island     | 14°25′18″S 125°15′46″E |      |
| Prudhoe Islands    | 14°25′14″S 125°15′29″E |      |
| Pulu Ampang        | 12°07′38″S 96°54′30″E  |      |
| Pulu Ampang Kechil | 12°07′28″S 96°54′24″E  |      |
| Pulu Belan         | 12°11′50″S 96°52′42″E  |      |
| Pulu Belan Madar   | 12°12′03″S 96°52′56″E  |      |
| Pulu Belekok       | 12°07′53″S 96°54′32″E  |      |
| Pulu Cheplok       | 12°08′12″S 96°54′49″E  |      |
| Pulu Gangsa        | 12°06′20″S 96°53′15″E  |      |
| Pulu Jembatan      | 12°08′45″S 96°54′59″E  |      |
| Pulu Kambing       | 12°11′40″S 96°50′56″E  |      |
| Pulu Kembang       | 12°08′00″S 96°54′37″E  |      |
| Pulu Labu          | 12°09′27″S 96°55′05″E  |      |
| Pulu Maria         | 12°11′57″S 96°51′56″E  |      |
| Pulu Pandan        | 12°08′50″S 96°55′10″E  |      |
| Pulu Pasir         | 12°05′42″S 96°53′11″E  |      |
| Pulu Siput         | 12°09′13″S 96°55′04″E  |      |
| Pulu Wak Banka     | 12°08′35″S 96°55′02″E  |      |
| Pulu Wak Idas      | 12°07′45″S 96°54′31″E  |      |
| Pumpkin Islands    | 16°16′45″S 128°43′41″E |      |
| Pup Island         | 21°09′41″S 115°39′15″E |      |
| Purrungku Island   | 14°38′32″S 125°13′40″E |      |
| Pyrene Island      | 15°15′26″S 124°24′09″E |      |

## Q
| Nome                | Coordinate             | Note |
| ------------------- | ---------------------- | ---- |
| Quagering Island    | 34°51′01″S 115°59′38″E |      |
| Quartermaine Island | 20°28′17″S 116°37′22″E |      |
| Queen Island        | 14°35′39″S 125°04′17″E |      |
| Quoy Island         | 14°25′35″S 125°14′24″E |      |